# Hilliganda Rolvering
Hilliganda Rolvering SSpS (* 3. Juli 1903 in Hengeler, Stadtlohn; † 18. März 1943 in der Bismarcksee) war eine deutsche römisch-katholische Ordensfrau, Missionsschwester und Märtyrin.

## Leben
Gertrud Rolvering wuchs als zweites von 11 Kindern eines Schreiners in Stadtlohn an der holländischen Grenze auf. Nach 11 Jahren Tätigkeit als Hausgehilfin trat sie am 15. September 1928 im Alter von 25 Jahren in Steyl in das Missionshaus St. Michael der Steyler Missionare und der Steyler Missionsschwestern ein. Am 8. Juni 1929 begann sie das Noviziat unter dem Ordensnamen Hilliganda. Am 8. Juni 1931 legte sie ihre Ersten Gelübde ab. Vom 29. September bis zum 2. Dezember 1933 reiste sie mit anderen in die Papua-Neuguinea-Mission, wo sie in der Station Alexishafen am 8. Juni 1937 die Ewigen Gelübde ablegte. Sie wirkte in der Mission Marienberg (East Sepik Province), ab 1937 in Yakamul (Sandaun Province). Im Januar 1943 ging sie zur Behandlung einer Fußerkrankung nach Kairiru Island und geriet dort in die Gewalt der japanischen Invasionstruppen. Am 18. März 1943 wurde sie zusammen mit Bischof Josef Lörks und zahlreichen weiteren Missionaren und Ordensschwestern auf dem Zerstörer Akikaze hingerichtet und ins Meer geworfen.

## Gedenken
Die Römisch-katholische Kirche in Deutschland hat Schwester Hilliganda Rovering als Märtyrin in das deutsche Martyrologium des 20. Jahrhunderts aufgenommen.